# Theo Schär
Theo Schär (Basilea, 16 febbraio 1903 – ...) è stato un calciatore svizzero, di ruolo portiere.

## Carriera
Ha giocato i Giochi olimpici del 1924 con la propria Nazionale, squadra che arrivò seconda dietro l'Uruguay.